# Drosophila schildi
Drosophila schildi är en tvåvingeart som beskrevs av John Russell Malloch 1924. Drosophila schildi ingår i släktet Drosophila och familjen daggflugor.
Artens utbredningsområde täcker ett område från Costa Rica till Brasilien.